# 1167
Il 1167 (MCLXVII in numeri romani) è un anno  del XII secolo.

## Eventi
- 7 aprile - Viene costituita, da diversi Comuni del Nord Italia, la Lega Lombarda in seguito al Giuramento di Pontida.
- 29 maggio - Viene combattuta la battaglia di Prataporci nei pressi di Tuscolo.
- 22 luglio - Le truppe di Federico Barbarossa fanno il loro ingresso a Roma, conquistandola dopo scontri violentissimi. Successivamente, lo scoppio di una pestilenza e il fronte unito dei Pierleoni e Frangipane obbligano i tedeschi e l'imperatore ad abbandonare la città eterna.

## Nati
- Federico VI di Svevia, nobile tedesco († 1191)
- Warin FitzGerold, nobile e cavaliere medievale britannico († 1218)

## Morti
- 12 gennaio - Aelredo di Rievaulx, monaco cristiano, scrittore e santo inglese (n. 1110)
- 8 marzo - Guido III di Biandrate, nobile italiano
- 12 aprile - Carlo VII di Svezia, sovrano (n. 1130)
- 17 giugno - Rodolfo II di Vermandois, nobile francese (n. 1145)
- 14 agosto - Rainaldo di Dassel, arcivescovo cattolico e condottiero tedesco
- 17 agosto - Nicolò Politi, santo italiano (n. 1117)
- 19 agosto - Werner III d'Asburgo, nobile tedesco
- 10 settembre - Matilde d'Inghilterra, regina (n. 1102)
- 12 settembre - Guelfo II di Toscana, nobile tedesco
- Abraham ibn ‛Ezra, astrologo spagnolo (n. 1092)
- Cristiano I di Oldenburg, conte tedesco (n. 1123)
- Enrico II di Limburgo, nobile
- Enrico I di Oldenburg-Wildeshausen, conte tedesco (n. 1122)
- Federico IV di Svevia, duca tedesco (n. 1144)
- Martino Gosia, giurista italiano
- Idesbaldo delle Dune, religioso fiammingo
- Álvaro Rodríguez de Sarria, spagnolo
- Rostislav di Kiev, principe

## Calendario
| Calendario 1167 | Calendario 1167 | Calendario 1167 | Calendario 1167 | Calendario 1167 | Calendario 1167 | Calendario 1167 | Calendario 1167 | Calendario 1167 | Calendario 1167 | Calendario 1167 | Calendario 1167 | Calendario 1167 | Calendario 1167 | Calendario 1167 | Calendario 1167 | Calendario 1167 | Calendario 1167 | Calendario 1167 | Calendario 1167 | Calendario 1167 | Calendario 1167 | Calendario 1167 | Calendario 1167 | Calendario 1167 | Calendario 1167 | Calendario 1167 | Calendario 1167 | Calendario 1167 | Calendario 1167 | Calendario 1167 | Calendario 1167 | Calendario 1167 |
| --------------- | --------------- | --------------- | --------------- | --------------- | --------------- | --------------- | --------------- | --------------- | --------------- | --------------- | --------------- | --------------- | --------------- | --------------- | --------------- | --------------- | --------------- | --------------- | --------------- | --------------- | --------------- | --------------- | --------------- | --------------- | --------------- | --------------- | --------------- | --------------- | --------------- | --------------- | --------------- | --------------- |
|                 | 1               | 2               | 3               | 4               | 5               | 6               | 7               | 8               | 9               | 10              | 11              | 12              | 13              | 14              | 15              | 16              | 17              | 18              | 19              | 20              | 21              | 22              | 23              | 24              | 25              | 26              | 27              | 28              | 29              | 30              | 31              |                 |
| Gennaio         | Do              | Lu              | Ma              | Me              | Gi              | Ve              | Sa              | Do              | Lu              | Ma              | Me              | Gi              | Ve              | Sa              | Do              | Lu              | Ma              | Me              | Gi              | Ve              | Sa              | Do              | Lu              | Ma              | Me              | Gi              | Ve              | Sa              | Do              | Lu              | Ma              |                 |
| Febbraio        | Me              | Gi              | Ve              | Sa              | Do              | Lu              | Ma              | Me              | Gi              | Ve              | Sa              | Do              | Lu              | Ma              | Me              | Gi              | Ve              | Sa              | Do              | Lu              | Ma              | Me              | Gi              | Ve              | Sa              | Do              | Lu              | Ma              |                 |                 |                 |                 |
| Marzo           | Me              | Gi              | Ve              | Sa              | Do              | Lu              | Ma              | Me              | Gi              | Ve              | Sa              | Do              | Lu              | Ma              | Me              | Gi              | Ve              | Sa              | Do              | Lu              | Ma              | Me              | Gi              | Ve              | Sa              | Do              | Lu              | Ma              | Me              | Gi              | Ve              |                 |
| Aprile          | Sa              | Do              | Lu              | Ma              | Me              | Gi              | Ve              | Sa              | Do              | Lu              | Ma              | Me              | Gi              | Ve              | Sa              | Do              | Lu              | Ma              | Me              | Gi              | Ve              | Sa              | Do              | Lu              | Ma              | Me              | Gi              | Ve              | Sa              | Do              |                 |                 |
| Maggio          | Lu              | Ma              | Me              | Gi              | Ve              | Sa              | Do              | Lu              | Ma              | Me              | Gi              | Ve              | Sa              | Do              | Lu              | Ma              | Me              | Gi              | Ve              | Sa              | Do              | Lu              | Ma              | Me              | Gi              | Ve              | Sa              | Do              | Lu              | Ma              | Me              |                 |
| Giugno          | Gi              | Ve              | Sa              | Do              | Lu              | Ma              | Me              | Gi              | Ve              | Sa              | Do              | Lu              | Ma              | Me              | Gi              | Ve              | Sa              | Do              | Lu              | Ma              | Me              | Gi              | Ve              | Sa              | Do              | Lu              | Ma              | Me              | Gi              | Ve              |                 |                 |
| Luglio          | Sa              | Do              | Lu              | Ma              | Me              | Gi              | Ve              | Sa              | Do              | Lu              | Ma              | Me              | Gi              | Ve              | Sa              | Do              | Lu              | Ma              | Me              | Gi              | Ve              | Sa              | Do              | Lu              | Ma              | Me              | Gi              | Ve              | Sa              | Do              | Lu              |                 |
| Agosto          | Ma              | Me              | Gi              | Ve              | Sa              | Do              | Lu              | Ma              | Me              | Gi              | Ve              | Sa              | Do              | Lu              | Ma              | Me              | Gi              | Ve              | Sa              | Do              | Lu              | Ma              | Me              | Gi              | Ve              | Sa              | Do              | Lu              | Ma              | Me              | Gi              |                 |
| Settembre       | Ve              | Sa              | Do              | Lu              | Ma              | Me              | Gi              | Ve              | Sa              | Do              | Lu              | Ma              | Me              | Gi              | Ve              | Sa              | Do              | Lu              | Ma              | Me              | Gi              | Ve              | Sa              | Do              | Lu              | Ma              | Me              | Gi              | Ve              | Sa              |                 |                 |
| Ottobre         | Do              | Lu              | Ma              | Me              | Gi              | Ve              | Sa              | Do              | Lu              | Ma              | Me              | Gi              | Ve              | Sa              | Do              | Lu              | Ma              | Me              | Gi              | Ve              | Sa              | Do              | Lu              | Ma              | Me              | Gi              | Ve              | Sa              | Do              | Lu              | Ma              |                 |
| Novembre        | Me              | Gi              | Ve              | Sa              | Do              | Lu              | Ma              | Me              | Gi              | Ve              | Sa              | Do              | Lu              | Ma              | Me              | Gi              | Ve              | Sa              | Do              | Lu              | Ma              | Me              | Gi              | Ve              | Sa              | Do              | Lu              | Ma              | Me              | Gi              |                 |                 |
| Dicembre        | Ve              | Sa              | Do              | Lu              | Ma              | Me              | Gi              | Ve              | Sa              | Do              | Lu              | Ma              | Me              | Gi              | Ve              | Sa              | Do              | Lu              | Ma              | Me              | Gi              | Ve              | Sa              | Do              | Lu              | Ma              | Me              | Gi              | Ve              | Sa              | Do              |                 |